# Wspólnota administracyjna Seeg
Wspólnota administracyjna Seeg – wspólnota administracyjna (niem. Verwaltungsgemeinschaft) w Niemczech, w kraju związkowym Bawaria, w rejencji Szwabia, w regionie Allgäu, w powiecie Ostallgäu. Siedziba wspólnoty znajduje się w miejscowości Seeg. Wspólnota powstała 1 maja 1978.
Wspólnota administracyjna zrzesza sześć gmin wiejskich (Gemeinde): 
- Eisenberg, 1 186 mieszkańców, 13,63 km²
- Hopferau, 1 120 mieszkańców, 13,19 km²
- Lengenwang, 1 383 mieszkańców, 19,62 km²
- Rückholz, 788 mieszkańców, 17,21 km²
- Seeg, 2 793 mieszkańców, 50,06 km²
- Wald, 1 084 mieszkańców, 17,97 km²